# جوليانو برناردي
جوليانو برناردي (بالإيطالية: Giuliano Bernardi)‏ هو مغني ومغني أوبرا إيطالي، ولد في 21 ديسمبر 1939 في رافينا في إيطاليا، وتوفي بنفس المكان في 4 يونيو 1977 بسبب حادث مرور.

## وصلات خارجية
- جوليانو برناردي على موقع ميوزك برينز (الإنجليزية)
- جوليانو برناردي على موقع أول ميوزيك (الإنجليزية)
- جوليانو برناردي على موقع ديسكوغز (الإنجليزية)